# آنتونی مایکل هال
 آنتونی مایکل هال(به انگلیسی: Anthony Michael Hall) بازیگر آمریکایی و متولد ۱۴ آوریل ۱۹۶۸ در بوستون است.

## زندگی هنری
وی بیشتر به خاطر حضور در فیلم کلوپ صبحانه (۱۹۸۵) و ادوارد دست‌قیچی (۱۹۹۰) مشهور است. او هم چنین در سریال منطقه مرده (۲۰۰۷-۲۰۰۲)، ولنتاین غارنشین است، ماشین جنگ، تعطیلات نشنال لمپون، فردی انگولک شد، هشدار شلیک، تصادفات شاد و سیکس پک بازی کرده است.